# Salorino
Salorino es un municipio y localidad española de la provincia de Cáceres, en la comunidad autónoma de Extremadura. Forma parte administrativamente del partido judicial de Valencia de Alcántara y de la mancomunidad de la Sierra de San Pedro. Se ubica geográficamente en la penillanura del curso bajo del río Salor, entre este río y la sierra de San Pedro. En 2020 tenía una población de 560 habitantes.

## Geografía

### Localización
El término municipal de Salorino, de 15 705 hectáreas, limita con los siguientes municipios:
- Membrío al norte;
- Alcántara al noroeste;
- Brozas y Herreruela al este;
- San Vicente de Alcántara al sur;
- Valencia de Alcántara al oeste.

El pueblo se sitúa a 42 km de Portugal, situándose el puesto fronterizo más cercano en Valencia de Alcántara. La principal carretera del pueblo es la N-521, que une Cáceres con Portugal y que se prevé que tenga una autovía paralela en el futuro, la A-58.
La altitud del municipio se halla entre 180 y 640 m s. n. m., y la del pueblo entre 310 y 330 m s. n. m.

### Clima
Salorino tiene un clima mediterráneo de tipo Csa (templado con verano seco y caluroso) según la clasificación climática de Köppen.
| Parámetros climáticos promedio de Salorino en el periodo 1972-2002 | Parámetros climáticos promedio de Salorino en el periodo 1972-2002 | Parámetros climáticos promedio de Salorino en el periodo 1972-2002 | Parámetros climáticos promedio de Salorino en el periodo 1972-2002 | Parámetros climáticos promedio de Salorino en el periodo 1972-2002 | Parámetros climáticos promedio de Salorino en el periodo 1972-2002 | Parámetros climáticos promedio de Salorino en el periodo 1972-2002 | Parámetros climáticos promedio de Salorino en el periodo 1972-2002 | Parámetros climáticos promedio de Salorino en el periodo 1972-2002 | Parámetros climáticos promedio de Salorino en el periodo 1972-2002 | Parámetros climáticos promedio de Salorino en el periodo 1972-2002 | Parámetros climáticos promedio de Salorino en el periodo 1972-2002 | Parámetros climáticos promedio de Salorino en el periodo 1972-2002 | Parámetros climáticos promedio de Salorino en el periodo 1972-2002 |
| Mes | Ene.                                                               | Feb.                                                               | Mar.                                                               | Abr.                                                               | May.                                                               | Jun.                                                               | Jul.                                                               | Ago.                                                               | Sep.                                                               | Oct.                                                               | Nov.                                                               | Dic.                                                               | Anual                                                              |
| --- | ------------------------------------------------------------------ | ------------------------------------------------------------------ | ------------------------------------------------------------------ | ------------------------------------------------------------------ | ------------------------------------------------------------------ | ------------------------------------------------------------------ | ------------------------------------------------------------------ | ------------------------------------------------------------------ | ------------------------------------------------------------------ | ------------------------------------------------------------------ | ------------------------------------------------------------------ | ------------------------------------------------------------------ | ------------------------------------------------------------------ |
| Temp. media (°C) | 6.9                                                                | 8.6                                                                | 11.1                                                               | 12.9                                                               | 16.8                                                               | 21.9                                                               | 26.2                                                               | 25.7                                                               | 21.6                                                               | 16.0                                                               | 11.0                                                               | 7.5                                                                | 15.5                                                               |
| Precipitación total (mm) | 54.2                                                               | 48.5                                                               | 39.9                                                               | 44.9                                                               | 39.4                                                               | 19.8                                                               | 7.9                                                                | 6.4                                                                | 30.7                                                               | 55.5                                                               | 66.8                                                               | 79.9                                                               | 494.0                                                              |
| Fuente: Ministerio de Agricultura, Alimentación y Medio Ambiente. Datos de precipitación para el periodo 1972-2001 y de temperatura para el periodo 1972-2002 en Salorino 23 de octubre de 2012 |                                                                    |                                                                    |                                                                    |                                                                    |                                                                    |                                                                    |                                                                    |                                                                    |                                                                    |                                                                    |                                                                    |                                                                    |                                                                    |

## Historia

### Antecedentes históricos
Probablemente el municipio fue habitado en la era prehistórica. Aunque no se han encontrado monumentos megalíticos, éstos se hallan repartidos por casi toda la comarca.
De la época romana hay restos en la zona, entre ellos restos de una calzada romana en los pasos de la sierra y ruinas de villas romanas. De la época musulmana, hay restos de una fortificación en el Torrico de San Pedro.

### Época de la Orden de Alcántara

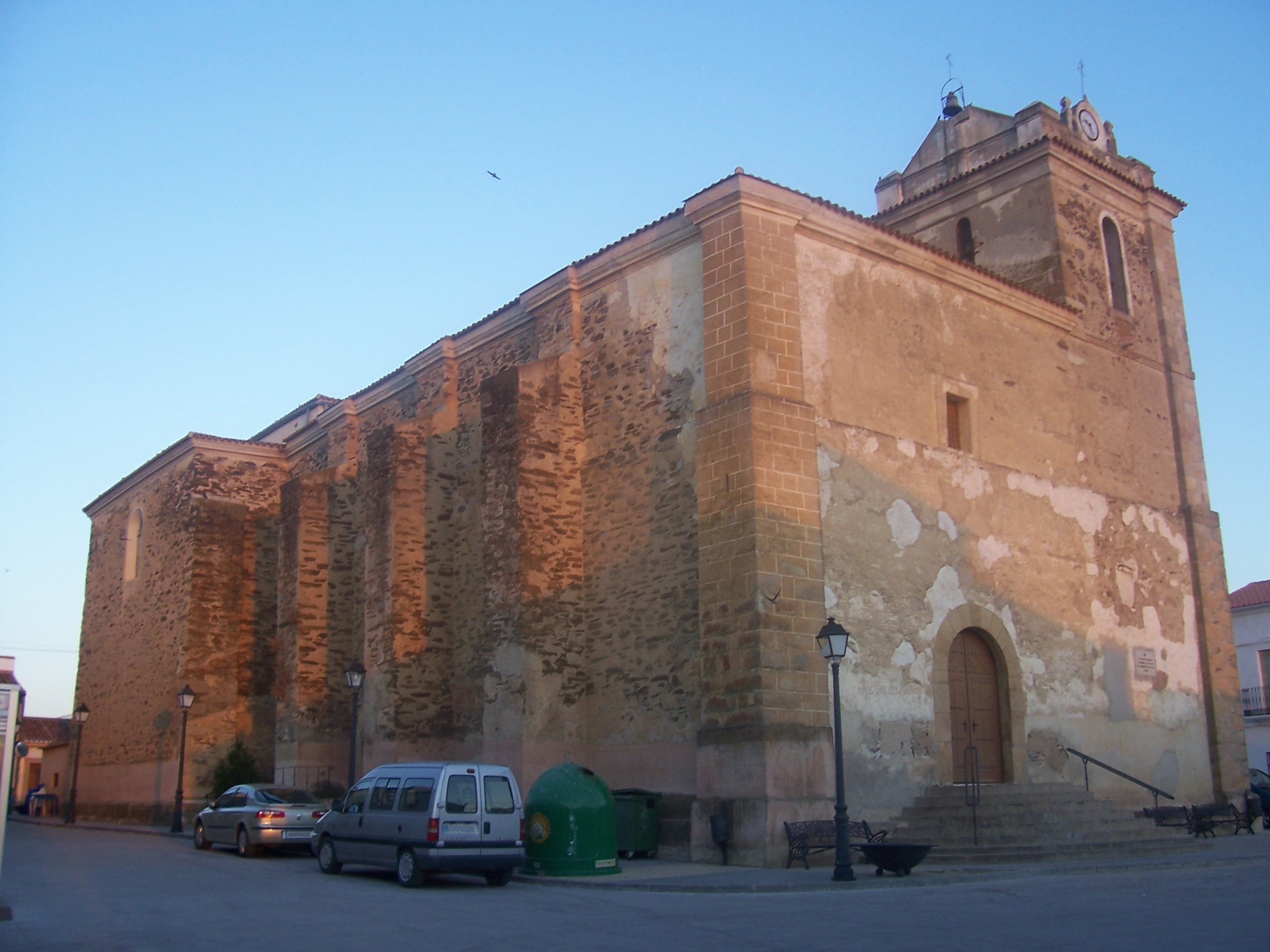
Iglesia de San Ildefonso.

Los primeros asentamientos fijos del actual Salorino se remontan a las repoblaciones de la Reconquista en el siglo XIII. Estos se situaron alrededor de la fuente del "Lugar", donde surgieron posadas como la de "La Porra". En los últimos años de siglo XV, la localidad era una zona de descanso con mesones para que parasen a descansar quienes caminaban por los caminos de la Orden de Alcántara. Dicha orden se encargó de llevar hasta el lugar a nuevos pobladores que fundaron el actual Salorino.
A finales de siglo XVI, existe plena constancia histórica de la existencia de Salorino. En 1585, las Relaciones Topográficas de los pueblos de España, hechas de orden de Felipe II describen dicha localidad. El Libro de los Millones de 1594 señala que en aquel momento formaba parte de la Tierra de Alcántara en la Provincia de Trujillo. En 1599 ya hay libros de matrimonio y bautizo.
La Guerra de Restauración portuguesa afectó gravemente a la localidad entre 1645 y 1664, con varios enfrentamientos que dieron lugar a incendios en el pueblo.
El Catastro de Ensenada de 1753 indica que la aldea pertenecía en aquel momento a la jurisdicción de Valencia de Alcántara, contando con 2050 habitantes. En 1791, la jurisdicción de Salorino estaba formada por cuatro encomiendas: Belvis de la Sierra, Benfayán, Sacristanía y Hornos, además de contar con bienes del común y mancomunidad de tierras.

### Municipio

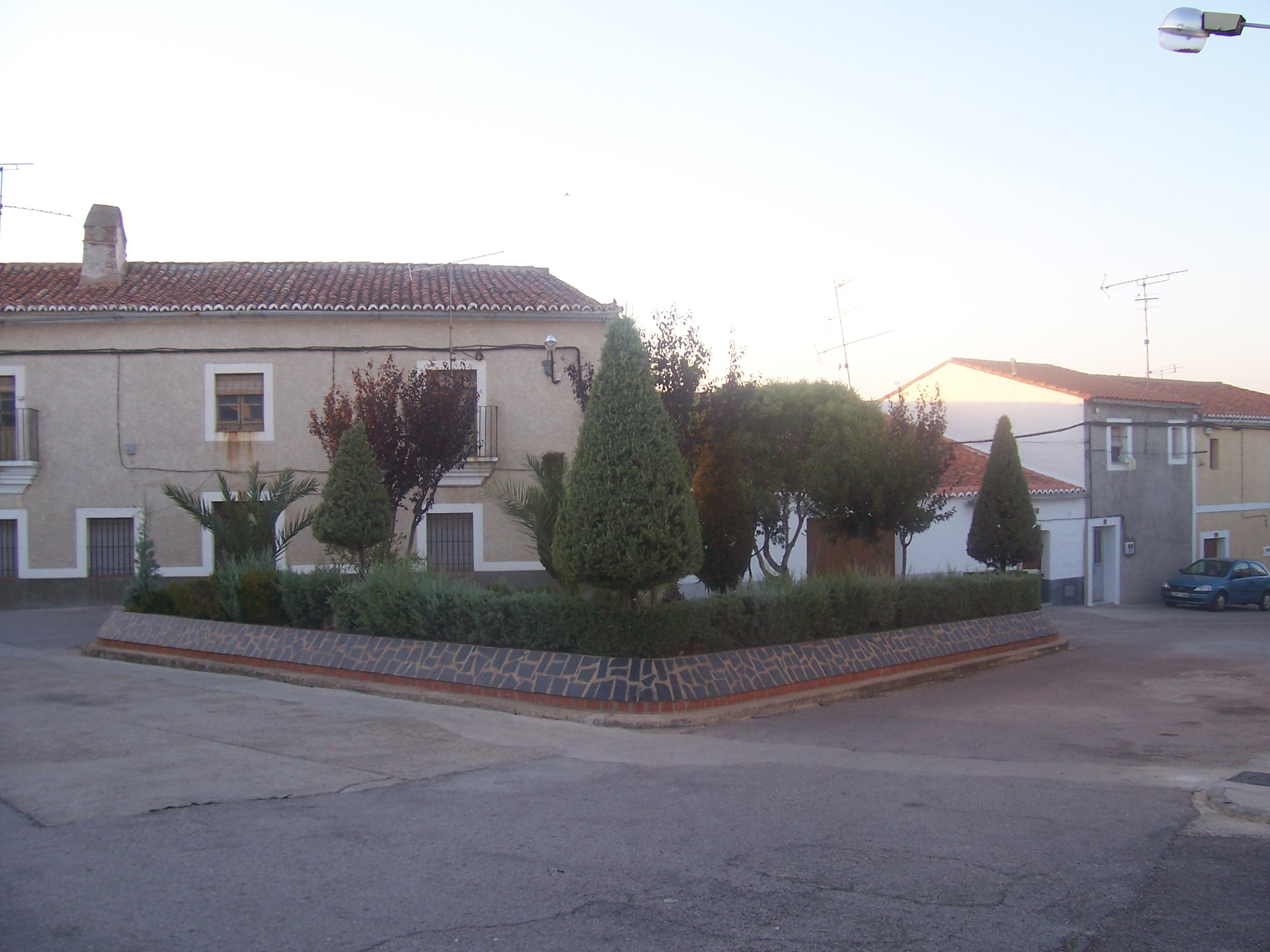
Jardín en Salorino

A la caída del Antiguo Régimen la localidad se constituye en municipio constitucional en la región de Extremadura, desde 1834 quedó integrado en el Partido Judicial de Valencia de Alcántara. En el censo de 1842 contaba con 560 hogares y 3068 vecinos.
En 1849, Salorino es descrito detalladamente en el Diccionario geográfico-estadístico-histórico de España y sus posesiones de Ultramar dirigido por Pascual Madoz. Según este libro, el municipio tenía entonces 3076 habitantes, escuela de niños a la que iban 100, escuela de niñas a la que iban 12, cuatro grandes latifundios que representaban dos tercios de la superficie del término. Económicamente, destaca que en la época se exportaban cera, miel y pan cocido. 
Durante el siglo XIX, con la desamortización fueron vendidas las encomiendas y la mayoría de terrenos del común, quedando así drásticamente disminuida la cantidad de terreno útil para la economía local, que pasó a manos privadas. Esta privatización forzó el paso del sector primario al sector secundario de muchos vecinos, instalándose en la localidad tenerías de curtir piel, molinos harineros y hornos de pan. También había en la época minería de níquel.
Los arrieros fueron importantes en el transporte en el siglo XIX. En 1876 se construyó la N-521, que mejoró la conexión entre el pueblo y la capital provincial. Las epidemias del final del siglo dejaron 320 muertos en la localidad.
En 1920 tenía 2577 habitantes. En esta época destaca la existencia de una fábrica de productos de cuero: petacas, carteras, zahones.
La guerra civil también estuvo presente en Salorino con varios fusilamientos, entre ellos el de Antonio Norberto Elviro (médico natural de Salorino que había mostrado una profunda inquietud sociopolítica firmando artículos en diferentes diarios).
Los latifundios (que a principios del siglo XX comprendían el 90 % de las tierras del municipio) y la pobreza de las tierras restantes facilitaron la emigración de muchos naturales de la localidad a pueblos de los alrededores en un principio y a partir de los años 1950 y 1960, a otras regiones y a otros países.
Hoy en día, la población activa de la localidad realiza labores agrícolas o ganaderas, en los latifundios, también existe un reducido número de empresas, de construcción, bares, tiendas, ganaderos...

## Demografía
Salorino cuenta con una población de 537 habitantes (INE 2024).
| Gráfica de evolución demográfica de Salorino entre 1842 y 2021                                                      |
| |
| Población de derecho según los censos de población del INE Población de hecho según los censos de población del INE |

## Servicios públicos

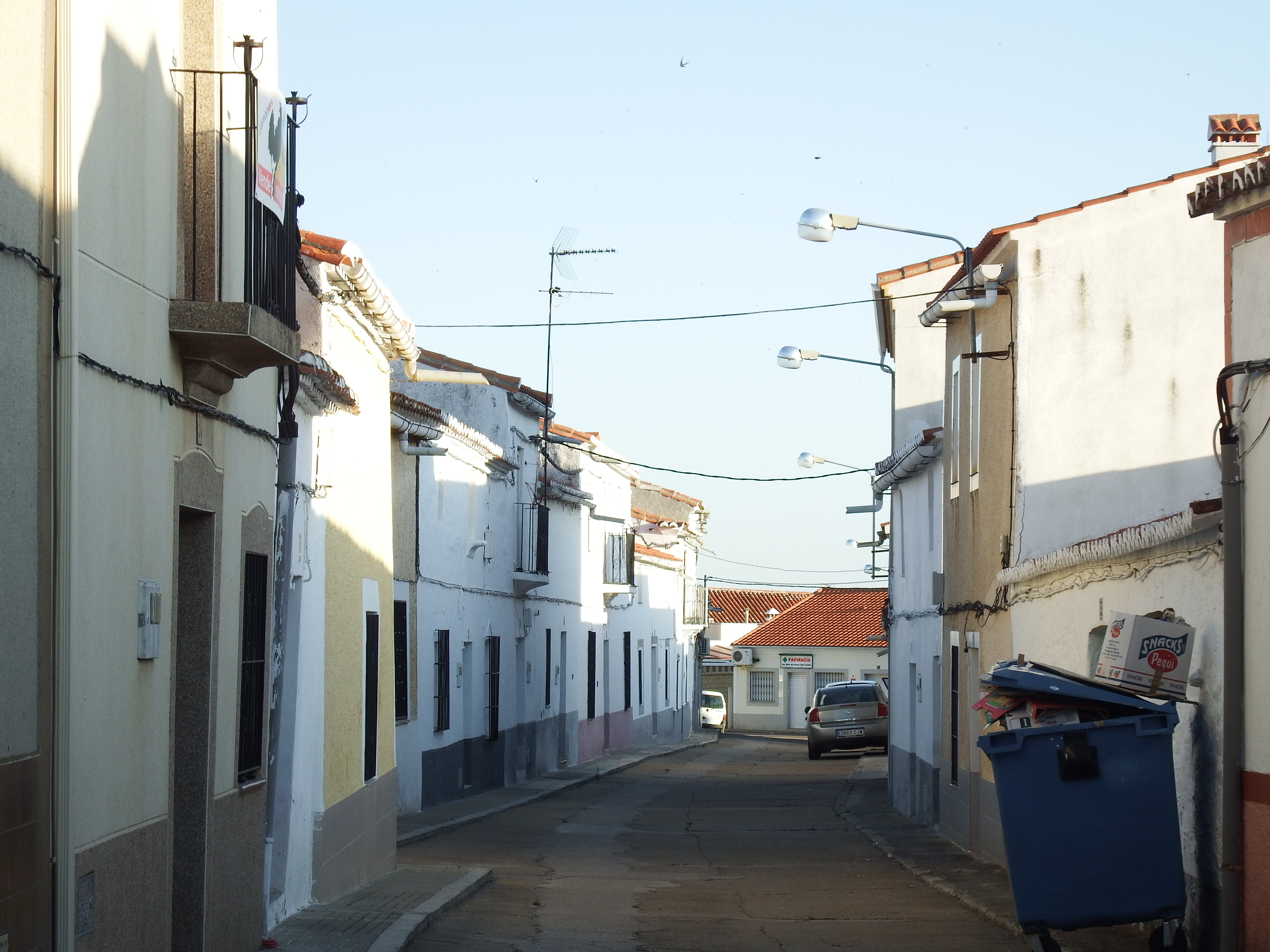
Calle Doctor Terrón Rodríguez

### Educación
En educación infantil y primaria, el pueblo es sede del Colegio Rural Agrupado "Sierra de San Pedro", al que también pertenecen Membrío y Herreruela. La educación secundaria puede estudiarse en Valencia de Alcántara.

### Sanidad
Pertenece al área de salud de Cáceres y dentro del área es sede de una zona de salud que abarca los municipios de Salorino, Herreruela y Membrío. Cuenta con un centro de salud con punto de atención continuada en el cruce de las carreteras N-521 y CC-91. La única farmacia del municipio coordina sus turnos de guardia con las farmacias de las zonas de salud de Salorino, Santiago de Alcántara y Valencia de Alcántara.

## Cultura

### Fiestas
Fiesta de San Ildefonso
Es el 23 de enero. En honor a San Ildefonso, patrón de la localidad, la Asociación Cultural que lleva su nombre, organiza un Semana Cultural con múltiples actividades: Matanza Popular, concurso de Play Back, juegos infantiles, concursos culturales, actividades deportivas, teatro, ciclos de cine, charlas y conferencias, bailes, exposiciones, etc. Es la fiesta más importante del pueblo.
Quintos
El domingo de carnaval. Antiguamente corrían las cintas a caballo. En la actualidad, los jóvenes del pueblo salen pidiendo por las casas (huevos, chorizos, comida, dinero...) y luego organizan una comida para todo el pueblo.
Cruz de Mayo
Es el 3 de mayo. Actualmente se intenta recuperar el baile para los niños.
Romería de los Molinos
En el 2º domingo de mayo, se celebra esta fiesta de carácter lúdico en la rivera del mismo nombre. Consiste en pasar un día en el campo con los amigos. 
Ferias y fiestas de agosto
Se organizan en torno a los días 21, 22 y 23 de agosto. El pueblo disfruta de varios días de fiesta, en los que se organizan actividades de diverso tipo para todas las edades (con campeonatos de fútbol sala y vóley-playa, además de verbenas).